# Balcılar (Kızılcahamam)
Balcılar è un villaggio nel distretto di Kızılcahamam, provincia di Ankara, Turchia.